# Chilo orichalcociliella
Chilo orichalcociliella là một loài bướm đêm trong họ Crambidae.